# تاريخ القرآن (كتاب)
تاريخ القرآن وهو يعد أهم الكتب التي كتبها المستشرق الألماني ثيودور نولدكه في سنة 1860 ويتكون هذا الكتاب من ثلاثة أجزاء. عالج هذا الكتاب بأجزاءه الثلاثة مسألة نشوء نص القرآن وجمعه وروايته كما ناقش هذا الكتاب مسألة التسلسل التاريخي للسور المكية والمدنية واقترح ترتيباً لها يختلف عن ترتيبها حسب نزولها. يُعتبر هذا الكتاب أهم وأوسع ما صدر في القرن العشرين من كتب باللغة الألمانية تتناول دراسة كتاب القرآن بصيغة حيادية.

## أجزاء الكتاب

### في أصل القرآن
يتناول هذا الجزء من الكتاب حول نبوءة محمد بن عبد الله والوحي الإلهي الذي تلقاه والآيات المكررة بشكل مسهب في كتاب القرآن والآيات التي أبطلت بحكم مبدأ الناسخ والمنسوخ وكذلك يتناول هذا الجزء في أحد فصوله في أصل أجزاء القرآن المفردة.

### جمع القرآن
يتناول هذا الجزء بشكل مفصل الجهود التي بذلها الخلفاء الثلاثة الأوائل أبو بكر الصديق، عمر بن الخطاب و‌عثمان بن عفان في جمع القرآن وكذلك يتناول هذا الجزء النسخ القرآنية الأخرى التي كانت منتشرة وكذلك اختلاف النسخ القرآنية مع بعضها البعض والآيات المفقودة التي يتم تدوينها في القرآن.

### تاريخ نص القرآن
يتناول هذا الجزء عن أخطاء النص العثماني وصياغات هذا النص وكذلك يتناول هذا الجزء الصياغات والقراءات الغير العثمانية وكذلك يتناول بشكل مفصل ظهور القراءات الخاصة بالقرآن والاختلاف فيما بينها والتطور التاريخي الذي رافقت هذه القراءات.

#### فصول الكتاب
1. الرسم
2. القراءة
3. مخطوطات القرآن.